# アンナ・ポゴリラヤ
アンナ・アレクセーエヴナ・ポゴリラヤ（ロシア語: Анна Алексеевна Погорилая、ロシア語ラテン翻字: Anna Alexeyevna Pogorilaya、1998年4月10日 - ）は、ロシアの元フィギュアスケート選手（女子シングル）。
2016年世界選手権3位。2016年欧州選手権2位。
2018年に元アイスダンス選手のアンドレイ・ネフスキーと結婚。
2019年、引退。

## 経歴
2002年にスケートを始める。2009-2010シーズンはオスグッド・シュラッター病で試合に出場することができなかった。
2012-2013シーズンはジュニアグランプリシリーズに出場。デビュー戦のクロアチア杯で3位、ブラエオン・シュベルター杯では優勝。ジュニアグランプリファイナルでは3位。ロシアジュニア選手権では6位だったもののセラフィマ・サハノヴィッチ、エフゲニア・メドベージェワ、マリア・ソツコワの3名がジュニアの年齢規定に満たなかったため、世界ジュニア選手権の代表に選出。3位に入りエレーナ・ラジオノワ、ユリア・リプニツカヤと共にロシア選手で表彰台を独占した。
2013-2014シーズン、シニアクラスに移行しグランプリシリーズに参戦。中国杯で優勝。エリック・ボンパール杯で3位で、グランプリファイナルでは6位となった。世界選手権ではSP、FSの自己ベストを更新し4位となった。
2014-2015シーズン、スケートカナダ優勝、ロステレコム杯2位、グランプリファイナルでは4位。初出場の欧州選手権では銅メダル獲得。
2015-2016シーズン、2015 CS M.オーナメントに出場し、自己ベストをマークして優勝。グランプリシリーズ中国杯4位。NHK杯のSPでジャンプで2回、ステップで1回転倒し11位、FSでは4位と追い上げるも総合9位に終わり、シニア移行後初めてグランプリファイナルの出場を逃した。ロシア選手権では3位となり、初めて表彰台に立った。欧州選手権では前年同様銅メダルを獲得。3年連続の出場となった世界選手権では銅メダルを獲得した。
2016-2017シーズン、グランプリシリーズで連勝し、グランプリファイナルでは3位となり、初めて表彰台に立った。ロシア選手権では4位となるが、2位のアリーナ・ザギトワがシニアの年齢規定を満たさないこともあり、欧州選手権への派遣が決まった。そこでは前年より順位を上げ、銀メダルを獲得した。世界選手権では、FSで3度の転倒を喫するなど精彩を欠き、13位に終わった。
2017-2018シーズン、10月のスケートカナダに出場しSPで2位、しかしFSで10位となり総合9位に終わり、11月に出場予定だったスケートアメリカを欠場。帰国後にモスクワで脊椎の圧迫骨折をしていたことが判明した。氷上でトレーニングも出来ない状況となり、ロシア選手権も欠場となった。
2019年、引退。

## 主な戦績
| 大会/年              | 2010-11 | 2011-12 | 2012-13 | 2013-14 | 2014-15 | 2015-16 | 2016-17 | 2017-18 | 2018-19 |
| -------------------- | ------- | ------- | ------- | ------- | ------- | ------- | ------- | ------- | ------- |
| 世界選手権           |         |         |         | 4       | 13      | 3       | 13      |         |         |
| 欧州選手権           |         |         |         |         | 3       | 3       | 2       |         |         |
| ロシア選手権         |         |         | 5       | 8       | 4       | 3       | 4       | 欠場    |         |
| GPファイナル         |         |         |         | 6       | 4       |         | 3       |         |         |
| GP NHK杯             |         |         |         |         |         | 9       | 1       |         |         |
| GPロステレコム杯     |         |         |         |         | 2       |         | 1       |         |         |
| GP中国杯             |         |         |         | 1       |         | 4       |         |         |         |
| GPスケートカナダ     |         |         |         |         | 1       |         |         | 9       |         |
| GPスケートアメリカ   |         |         |         |         |         |         |         | 欠場    |         |
| GPエリック杯         |         |         |         | 3       |         |         |         |         |         |
| CSゴールデンスピン   |         |         |         |         |         |         |         |         | WD      |
| CSフィンランディア杯 |         |         |         |         |         |         | 3       |         |         |
| CS M.オーナメント    |         |         |         |         |         | 1       |         |         |         |
| CSネペラ杯           |         |         |         |         |         | 2       |         |         |         |
| 世界Jr.選手権        |         |         | 3       |         |         |         |         |         |         |
| ロシアJr.選手権      | 15      | 13      | 6       |         |         |         |         |         |         |
| JPGファイナル        |         |         | 3       |         |         |         |         |         |         |
| JGP B.シュベルター杯 |         |         | 1       |         |         |         |         |         |         |
| JGPクロアチア杯      |         |         | 3       |         |         |         |         |         |         |

### 詳細
| 2017-2018 シーズン    |                                                           |         |          |          |
| 開催日                | 大会名                                                    | SP      | FS       | 結果     |
| 2017年11月24日 - 26日 | ISUグランプリシリーズスケートアメリカ（レークプラシッド） |         |          | 欠場     |
| 2017年10月27日 - 29日 | ISUグランプリシリーズスケートカナダ（レジャイナ）         | 2 69.05 | 10 87.84 | 9 156.89 |

| 2016-2017 シーズン     |                                                          |         |           |           |
| 開催日                 | 大会名                                                   | SP      | FS        | 結果      |
| 2017年3月27日 - 4月2日 | 2017年世界フィギュアスケート選手権（ヘルシンキ）         | 4 71.52 | 15 111.85 | 13 183.37 |
| 2017年1月25日 - 29日   | 2017年ヨーロッパフィギュアスケート選手権（オストラヴァ） | 2 74.39 | 3 137.00  | 2 211.39  |
| 2016年12月22日 - 25日  | ロシアフィギュアスケート選手権（チェリャビンスク）       | 4 73.45 | 4 142.17  | 4 215.62  |
| 2016年12月8日 - 11日   | 2016/2017 ISUグランプリファイナル（マルセイユ）          | 4 73.29 | 3 143.18  | 3 216.47  |
| 2016年11月25日 - 27日  | ISUグランプリシリーズ NHK杯（札幌）                      | 1 71.56 | 1 139.30  | 1 210.86  |
| 2016年11月4日 - 6日    | ISUグランプリシリーズ ロステレコム杯（モスクワ）         | 1 73.93 | 1 141.28  | 1 215.21  |
| 2016年10月6日 - 9日    | ISUチャレンジャーシリーズ フィンランディア杯（エスポー） | 1 69.50 | 3 113.30  | 3 182.80  |

| 2015-2016 シーズン      |                                                                        |          |          |          |
| 開催日                  | 大会名                                                                 | SP       | FS       | 結果     |
| 2016年3月26日 - 4月3日  | 2016年世界フィギュアスケート選手権（ボストン）                         | 2 73.98  | 4 139.71 | 3 213.69 |
| 2016年1月25日 - 31日    | 2016年ヨーロッパフィギュアスケート選手権（ブラチスラヴァ）             | 3 63.81  | 3 123.24 | 3 187.05 |
| 2015年12月23日 - 27日   | ロシアフィギュアスケート選手権（エカテリンブルク）                     | 4 71.22  | 3 143.08 | 3 214.30 |
| 2015年11月27日 - 29日   | ISUグランプリシリーズ NHK杯（長野）                                    | 11 47.35 | 4 117.28 | 9 164.63 |
| 2015年11月6日 - 8日     | ISUグランプリシリーズ 中国杯（北京）                                   | 4 61.47  | 4 122.69 | 4 184.16 |
| 2015年10月15日 - 18日   | ISUチャレンジャーシリーズ モルドヴィアンオーナメント（サランスク）     | 2 72.26  | 1 141.81 | 1 214.07 |
| 2015年9月30日 - 10月4日 | ISUチャレンジャーシリーズ オンドレイネペラトロフィー（ブラチスラヴァ） | 9 52.68  | 1 125.37 | 2 178.05 |

| 2014-2015 シーズン       |                                                            |         |          |           |
| 開催日                   | 大会名                                                     | SP      | FS       | 結果      |
| 2015年3月23日 - 29日     | 2015年世界フィギュアスケート選手権（上海）                 | 9 60.50 | 13 99.81 | 13 160.31 |
| 2015年1月26日 - 2月1日   | 2015年ヨーロッパフィギュアスケート選手権（ストックホルム） | 3 66.10 | 3 125.71 | 3 191.81  |
| 2014年12月24日 - 28日    | ロシアフィギュアスケート選手権（ソチ）                     | 4 71.17 | 4 133.34 | 4 204.51  |
| 2014年12月11日 - 14日    | 2014/2015 ISUグランプリファイナル（バルセロナ）            | 4 61.34 | 4 118.95 | 4 180.29  |
| 2014年11月14日 - 16日    | ISUグランプリシリーズ ロステレコム杯（モスクワ）           | 3 59.32 | 2 114.11 | 2 173.43  |
| 2014年10月31日 - 11月2日 | ISUグランプリシリーズ スケートカナダ（ケロウナ）           | 1 65.28 | 1 126.53 | 1 191.81  |
| 2014年10月4日            | 2014年ジャパンオープン（さいたま）                         | -       | 3 122.52 | 1 団体    |

| 2013-2014 シーズン    |                                                    |          |          |          |
| 開催日                | 大会名                                             | SP       | FS       | 結果     |
| 2014年3月24日 - 30日  | 2014年世界フィギュアスケート選手権（さいたま）     | 6 66.26  | 3 131.24 | 4 197.50 |
| 2013年12月22日 - 27日 | ロシアフィギュアスケート選手権（ソチ）             | 10 59.35 | 5 121.53 | 8 180.88 |
| 2013年12月5日 - 8日   | 2013/2014 ISUグランプリファイナル（福岡）          | 6 59.81  | 5 112.07 | 6 171.88 |
| 2013年11月15日 - 17日 | ISUグランプリシリーズ エリックボンパール杯（パリ） | 2 60.03  | 3 124.66 | 3 184.69 |
| 2013年11月1日 - 3日   | ISUグランプリシリーズ 中国杯（北京）               | 3 60.24  | 1 118.38 | 1 178.62 |

| 2012-2013 シーズン     |                                                                |         |          |          |
| 開催日                 | 大会名                                                         | SP      | FS       | 結果     |
| 2013年2月25日 - 3月3日 | 2013年世界ジュニアフィギュアスケート選手権（ミラノ）           | 2 53.98 | 3 106.34 | 3 160.32 |
| 2013年2月1日 - 3日     | ロシアジュニアフィギュアスケート選手権（サランスク）           | 8 58.34 | 5 112.52 | 6 170.86 |
| 2012年12月24日 - 28日  | ロシアフィギュアスケート選手権（ソチ）                         | 5 60.45 | 5 116.13 | 5 176.58 |
| 2012年12月6日 - 9日    | 2012/2013 ISUジュニアグランプリファイナル（ソチ）              | 3 57.94 | 3 109.46 | 3 167.40 |
| 2012年10月10日 - 14日  | ISUジュニアグランプリ ブラエオン・シュベルター杯（ケムニッツ） | 3 53.81 | 1 106.71 | 1 160.52 |
| 2012年10月3日 - 7日    | ISUジュニアグランプリ クロアチア杯（ザグレブ）                 | 2 51.67 | 5 93.87  | 3 145.54 |

| 2011-2012 シーズン |                                                  |         |          |           |
| 開催日             | 大会名                                           | SP      | FS       | 結果      |
| 2012年2月5日 - 7日 | ロシアジュニアフィギュアスケート選手権（ヒムキ） | 8 50.96 | 13 91.42 | 13 142.38 |

| 2010-2011 シーズン |                                                  |          |          |           |
| 開催日             | 大会名                                           | SP       | FS       | 結果      |
| 2011年2月2日 - 4日 | ロシアジュニアフィギュアスケート選手権（カザン） | 15 41.26 | 15 80.70 | 15 121.96 |

## プログラム使用曲
| シーズン  | SP | FS | EX |
| --------- | --- | --- | --- |
| 2016-2017 | ポル・ウナ・カベサ 映画『セント・オブ・ウーマン/夢の香り』サウンドトラックより Smoku remix 作曲：トーマス・ニューマン 振付：ミーシャ・ジー | 映画『モディリアーニ 真実の愛』より 作曲：ガイ・ファーレイ Le Di a la Caza Alcance 演奏：エストレラ・モレンテ Memorial Requiem 映画『コックと泥棒、その妻と愛人』サウンドトラックより 作曲：マイケル・ナイマン 振付：ニコライ・モロゾフ | Into You 曲：アリアナ・グランデ 振付：ミーシャ・ジー                                                                    |
| 2015-2016 | ヴァイオリンと管弦楽のためのボレロ 作曲：ウォルター・タイエブ 演奏：ヴァネッサ・メイ 振付：ニコライ・モロゾフ | バレエ『シェヘラザード』より 作曲：ニコライ・リムスキー＝コルサコフ 振付：ニコライ・モロゾフ | タンゴ 映画『ロマノフ王朝の最期』より 作曲：アルフレート・シュニトケ                                                    |
| 2014-2015 | アルビノーニのアダージョ 作曲：レモ・ジャゾット ボーカル：イル・ディーヴォ 振付：セルゲイ・ベルビーロ、ヴラダ・ダニルキナアルビノーニのアダージョ 作曲：レモ・ジャゾット ボーカル：ララ・ファビアン 振付：セルゲイ・ベルビーロ、ヴラダ・ダニルキナ | バレエ『火の鳥』より 作曲：イーゴリ・ストラヴィンスキー 振付：セルゲイ・ベルビーロ | Rise Like a Phoenix ボーカル：コンチータ・ヴルスト映画『フィフス・エレメント』サウンドトラックより 作曲：エリック・セラ |
| 2013-2014 | エル・チョクロ 作曲：川井郁子 | ホワイトキャップ湾の人魚 映画『パイレーツ・オブ・カリビアン/生命の泉』サウンドトラックより 作曲：ハンス・ジマー | ミュージカル『キャッツ』より 作曲：アンドルー・ロイド・ウェバー                                                         |
| 2012-2013 | Songs from the Victorious City 作曲：アン・ダドリー | フリネの踊り 歌劇『ファウスト』より 作曲：シャルル・グノー | ロクサーヌのタンゴ 映画『ムーラン・ルージュ』より 作曲：ポリススカイフォール ボーカル：アデル                           |